# Genduplikation

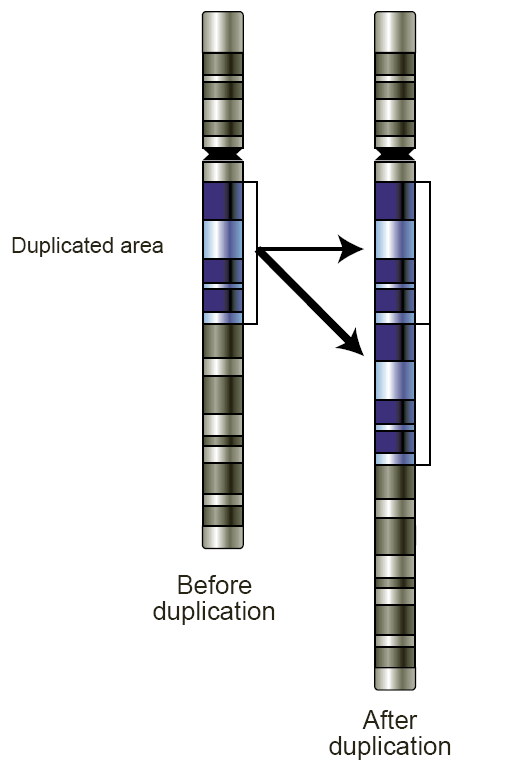
Schematische Darstellung einer Duplikation
Übersetzung:
Duplicated area: ,duplizierter Abschnitt‘
Before duplication: ,vor der Duplikation‘
After duplication: ,nach der Duplikation‘

Genduplikation bezeichnet in der Genetik eine Verdoppelung eines bestimmten Abschnitts eines Chromosoms, also die dauerhafte Verdoppelung (bis Vervielfachung) einzelner Gene oder Gengruppen (mit anschließender getrennter Entwicklung). Diese Art der Genmutation entsteht zum Beispiel durch ungleiches Crossing over entweder zwischen homologen Chromosomen oder zwischen Schwesterchromatiden. Man unterscheidet zwischen partieller und vollständiger Genduplikation. Die 2R-Hypothese vermutet bei Wirbeltieren eine zweifache Genomduplikation, die zu den verschiedenen wiederholten Gen-Clustern und Isozymen führte. Das Chromosom wird dadurch größer, die DNA-Matrix länger. Das ursprüngliche und das aus seiner Verdopplung entstehende Gen stehen im Verhältnis der Paralogie, sie sind paralog zueinander.
Diese Mutation kann in der Regel nicht durch eigene Reparaturmechanismen behoben werden und führt durch die schwerwiegende Veränderung der Gensequenz häufig zu angeborenen Defekten. Die Genduplikation gilt aber auch als ein wesentlicher Mechanismus der Evolution. Durch Mutationen der Gen-Kopie können funktionell neue Gene entstehen bzw. das Spektrum der ursprünglichen Genaktivität erweitert werden. Beispielsweise wurde der Mensch erst durch die Genduplikation des L-Zapfens zum Trichromaten, welches ihn zur Wahrnehmung von Farben befähigt. Ein anderes Beispiel ist die Familie der Hämoglobine, mit unterschiedlichen Affinitäten für Sauerstoff. Aus Genduplikationen können aber auch Pseudogene entstehen. Zahlreiche Genduplikationen (z. B. von olfaktorischen Rezeptorgenen) liegen im Erbgut verschiedener Menschen in unterschiedlicher Form und Häufigkeit vor und bilden so genannte Gene copy number variants (Kopienzahlvarianten).